# Bougé-Chambalud
Bougé-Chambalud är en kommun i departementet Isère i regionen Auvergne-Rhône-Alpes i sydöstra Frankrike. Kommunen ligger i kantonen Roussillon som tillhör arrondissementet Vienne. År 2022 hade Bougé-Chambalud 1 469 invånare.

## Befolkningsutveckling
Antalet invånare i kommunen Bougé-Chambalud
Referens:INSEE